# Constantin Heldmann
Constantin Heldmann (Detmold, 7 marzo 1893 – Ehrenkirchen, 29 settembre 1965) è stato un generale tedesco.
Fu ufficiale delle Waffen-SS italiane durante la seconda guerra mondiale.

## Biografia
Nato a Detmold nel 1893, si arruolò nel 1912 nella marina militare tedesca con cui combatté nella prima guerra mondiale.
Nel marzo del 1933 si arruolò nelle SS, assumendo successivamente il comando dello SS-Standarte 22. Nel contempo servì nell'esercito tedesco come ufficiale di artiglieria. Con l'inizio della guerra, passò nella Waffen-SS, raggiungendo il grado di SS-Hauptstrumfuhrer e venne designato comandante di una batteria dell' SS-Artillerie-Ersats-Abteilung. Nel gennaio del 1941 fu trasferito alla Wiking, al comando del 5º reggimento d'artiglieria. Nel gennaio del 1942, passò invece a comandare il I Abteilung del reggimento d'artiglieria della divisione SS Nord. Dopo aver ricoperto altri incarichi in Germania e sul fronte finlandese, nel marzo del 1944 venne promosso SS-Standartenführer (corrispondente al grado di colonnello dell'esercito) e venne trasferito in Italia dove nell'ottobre di quello stesso anno ottenne il comando della divisione italiana delle SS.
Ritiratosi a vita privata, nel dopoguerra visse in Germania, morendo nel 1965 nella piccola frazione di Kirchofen del comune di Ehrenkirchen.